# Delaware Water Gap, Pennsylvania
Delaware Water Gap là một thị trấn thuộc quận Monroe, tiểu bang Pennsylvania, Hoa Kỳ. Năm 2010, dân số của thị trấn này là 746 người.